# Fontinalaceae
Die Moos-Familie der Fontinalaceae besteht fast ausschließlich aus Moosen, die untergetaucht im Wasser (submers) leben. Die anderen Arten brauchen zumindest sehr nasse Standorte. Es handelt sich um recht große, oft 20–30 cm lange, flutende Pflanzen.
Da sich bei den Fontinalaceae die Scheitelzelle während des Wachstums nicht dreht, ist bei ihnen die ursprüngliche dreizeilige Beblätterung erhalten. Die Blätter sind meist spitz oder eiförmig und scharf kahnförmig gekielt.
Da viele Arten gerne in schnell fließenden Gewässern wachsen, bilden sie nur sehr selten Sporogone, denn die Wahrscheinlichkeit für eine Befruchtung durch die schwimmenden Spermatozoide wäre sehr gering. Sporogone werden nur in ruhigem Wasser ausgebildet. Die Vermehrung erfolgt über abgerissene Äste und Stämmchen.

## Gattungen
Die Familie umfasst drei Gattungen:
- Brachelyma
- Dichelyma
- Fontinalis

In Europa sind zwei Gattungen vertreten: Dichelyma u. a. mit Dichelyma camilaceum und Fontinalis u. a. mit dem Quellmoos (Fontinalis antipyretica).